# Argia cupraurea
Argia cupraurea là một loài chuồn chuồn kim trong họ Coenagrionidae.
Argia cupraurea được Calvert miêu tả khoa học năm 1902.